# Ocean Data View
Ocean Data View - oprogramowanie do analizy i wizualizacji danych oceanograficznych i meteorologicznych.
Program ODV jest używany do analizy wyników szeregu projektów oceanograficznym, m.in. sieci profilatorów Argo, World Ocean Circulation Experiment, World Ocean Database, World Ocean Atlas, oraz Medar/Medatlas projects. Oprogramowanie zostało napisane przez Reinera Schlitzera.